# Little Axe
Skip McDonald (nascido Bernard Alexander, setembro de 1949)  é um músico americano que também se apresenta sob o nome artístico de Little Axe.

## Carreira

### Início de carreira
Baseado na música blues aprendida com seu pai, um metalúrgico que tocava guitarra blues nos fins de semana, McDonald passou seus primeiros dias tocando jazz, doo-wop e gospel, e eventualmente se mudou para a cidade de Nova York quando adolescente com sua banda de amigos, chamados The Entertainers.
McDonald formou o grupo Wood Brass & Steel em 1973 com o baixista Doug Wimbish e o baterista Harold Sargent. O grupo gravou dois álbuns antes de sua separação em 1979. Ele então se tornou parte da banda da casa da Sugarhill Records e apareceu como músico de estúdio em muitos dos primeiros álbuns de rap, incluindo " The Message " de Grandmaster Flash e The Furious Five.

### Pós-Sugarhill
Depois de deixar Sugarhill, McDonald, Wimbish e o baterista Keith LeBlanc começaram a trabalhar com Adrian Sherwood, e eventualmente formaram o trio no grupo industrial/dub Tackhead, inicialmente liderado por Gary Clail e mais tarde Bernard Fowler. McDonald também colaboraria com Sherwood em outros projetos, incluindo álbuns de African Head Charge e Mark Stewart.
Na década de 1990, McDonald assumiu o apelido de "Little Axe" e começou a mudar do hip hop para uma forma de blues que se baseava em uma variedade de influências musicais, incluindo dub, R&B, gospel e jazz.  Ele tem trabalhado constantemente como músico de estúdio, gravando seus próprios álbuns de blues, continuando a aparecer como convidado em álbuns de outros artistas também. Seus álbuns mais recentes foram lançados pela Real World Records. Alan Glen costuma tocar gaita nesses álbuns.
Em 2009 colaborou com o músico mauritano Daby Touré para produzir um disco intitulado Call My Name.
A partir de 2016, ele ainda faz turnês e shows regularmente, tem seguidores leais e é solicitado regularmente para sessões de trabalho como guitarrista.